# Roswell Rudd

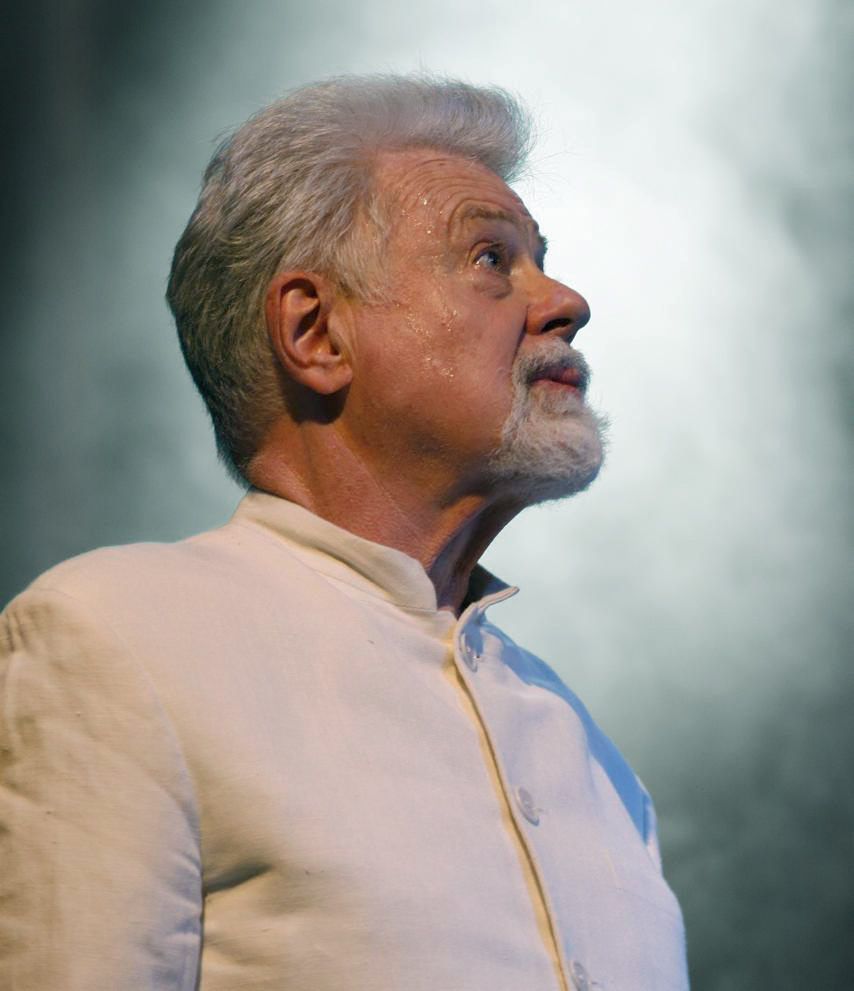
Roswell Rudd (Deutsches Jazzfestival 2006)

Roswell Hopkins Rudd (* 17. November 1935 in Sharon, Connecticut; † 21. Dezember 2017) war ein US-amerikanischer Jazzposaunist und Musikethnologe.

## Leben und Wirken
Rudd arbeitete nach einem Examen an der Yale University 1965 zusammen mit Alan Lomax als Musikethnologe. Er bekleidete für eine Weile eine Professur für Musikethnologie an der University of Maine, um danach wieder als Musiker zu arbeiten.
Nach Tätigkeit mit traditionellen Jazzcombos zwischen 1954 und 1959 in New York City, wo er Zugposaune im Tailgate-Stil spielte, kam Rudd in den Kontakt mit der Jazzavantgarde. Er spielte zunächst mit dem Pianisten Herbie Nichols (1960 bis 1962) und arbeitete dann mit Steve Lacy und gelegentlich mit Cecil Taylor zusammen, bevor er 1964 mit John Tchicai das New York Art Quartet gründete und an Archie Shepps Album Four for Trane mitwirkte. 1965 wurde er Mitglied des Jazz Composer’s Orchestra; er war an Carla Bleys Aufnahme für Gary Burton ebenso beteiligt wie an Escalator over the Hill und dem Liberation Music Orchestra, spielte aber auch mit Karl Berger, Perry Robinson und Sheila Jordan. Seit den frühen 1970ern arbeitete er mit Enrico Rava zusammen. Gemeinsam mit Steve Lacy war er immer wieder an mustergültigen Interpretationen der Werke von Thelonious Monk beteiligt (z. B. mit Mal Waldron und Don Cherry, aber auch mit Misha Mengelberg, Ig Henneman und Han Bennink).
Rudds musikethnologische Forschung prägte auch seine Kompositionen und seine musikalischen Projekte. Er erarbeitete Verbindungen zwischen der Jazz-Tradition, den vielfältigen Formen ethnischer Musik und auch dem Erbe der klassischen europäischen Musik. Was er zunächst als typischen Ausdruck afroamerikanischer Musik beispielsweise im Blues zu erkennen glaubte, spürte er später in allen Bereichen der sog. Weltmusik auf. Gemeinsam mit der Produzentin Verna Gillis unternahm Rudd 2000 eine Forschungsreise nach Mali, wo er sich mit der traditionellen Kora beschäftigte und erstmals auf Toumani Diabaté traf. In den Folgejahren arbeitete er auch mit Allen Lowe und der Sängerin Heather Masse.
Rudd starb Ende 2017 an den Folgen einer Krebserkrankung.

## Diskographische Hinweise
- School Days (mit Steve Lacy, Henry Grimes, Dennis Charles, 1963)
- Everywhere (mit Giuseppi Logan, Robin Kenyatta, Lewis Worrell, Charlie Haden, Beaver Harris, 1966, Impulse)
- Flexible Flyer (mit Sheila Jordan, Hod O’Brien, Barry Altschul und Arild Andersen, 1971)
- Numatik Swingband (mit dem JCOA, 1973)
- Interpretations of Monk (mit Steve Lacy, Don Cherry, Charlie Rouse, Ed Blackwell, Richard Davis und den Pianisten Barry Harris, Mal Waldron, Muhal Richard Abrams und Anthony Davis, 1981)
- Regeneration (Soul Note, 1982) mit Steve Lacy, Han Bennink, Misha Mengelberg und Kent Carter
- The Unheard Herbie Nichols (CIMP, 1996)
- Monk’s Dream (mit Steve Lacy, 1996)
- Roswell Rudd & Toumani Diabaté MALIcool (mit Lassana Diabate, Basseko Kouyate, Henry Schroy, Sayon Sissoko, Sekou Diabate, Mamadou Kouyate, Dla Diabate, 2002)
- Roswell Rudd and the Mongolian Buryat Band Blue Mongol (2005)
- Airwalkers (2006), mit Mark Dresser
- The Incredible Honk (2012)
- Trombone for Lovers (mit John Medeski, Richard Hammond, Aaron Comess, 2013)
- Roswell Rudd, Fay Victor, Lafayette Harris & Ken Filiano: Embrace (2017)